# Athibylu, Shikarpur
Athibylu là một làng thuộc tehsil Shikarpur, huyện Shimoga, bang Karnataka, Ấn Độ.